# 安娜·科帕多
安娜·科帕多（西班牙語：Ana Copado，1980年3月31日—），西班牙女子水球运动员。她曾代表西班牙国家队参加2012年夏季奥林匹克运动会女子水球比赛，获得一枚银牌。